# Liste des films nommés aux cinq César majeurs
Cette liste présente les films nommés aux cinq César majeurs.

## Introduction
Depuis 1976, l'académie des arts et techniques du cinéma récompense les meilleurs films français avec les César. Comme dans toute cérémonie, on considère que les cinq prix majeurs récompensent le meilleur film, le meilleur réalisateur, le meilleur acteur, la meilleure actrice et le meilleur scénario (qu'il soit indistinctement classifié, original ou issue d'une adaptation). 
Plusieurs médias parlent de Grand Chelem pour obtenir ces nominations,.
Cependant, l'académie distingue ces César à part : de 2009 jusqu'à 2022, le César du meilleur film comporte 7 nommés au lieu des 5 habituels. Un changement également appliqué en 2012 aux César du meilleur acteur et de la meilleure actrice. Ce sont les seules catégories (avec celle du meilleur film étranger) à avoir ce nombre de nommés supérieur.
30 films ont réussi à obtenir les cinq nominations prestigieuses. Seuls Le Dernier Métro et Amour ont réussi le grand chelem. Pour les présences multiples :
- Sabine Azéma et Daniel Auteuil ont joué dans 4 films ayant récolté les cinq nominations majeurs. Gérard Depardieu a pour sa part, participé à 3 films.
- Bertrand Tavernier et Claude Sautet ont a quant eux réalisé 3 films ayant obtenu les cinq nominations majeures.

À la suite d'une modification du règlement des César opérée le 8 novembre 2016, il n'est plus possible, pour un film, de cumuler le César du meilleur film avec celui du meilleur réalisateur ; si le réalisateur ou la réalisatrice du film lauréat de la catégorie « meilleur film » arrive également en tête des suffrages dans la catégorie « meilleure réalisation », le « César de la meilleure réalisation » sera alors attribué à la personne arrivant en second dans les suffrages. Cette limite est abrogée dès les César 2021.

## Liste
- L'année indiquée est celle de la cérémonie.
- La colonne des nominations et récompenses concerne tous les César, même s'ils ne sont pas considérés comme majeurs.
- Dans la catégorie des scénaristes :
  - De 1982 à 1985 et depuis 2006, la catégorie est séparée entre les scénarios originaux (O) et les scénarios adaptés (A).
  - Pour le restant des années, la catégorie était unifiée.

| Année | Film                                        | Réalisateur          | Acteur                 | Actrice            | Scénariste(s)                                            | Nomin. / Récomp. | Nomin. / Récomp. |
| Année | Film                                        | Réalisateur          | Acteur                 | Actrice            | Scénariste(s)                                            | 5 C.M.           | Total            |
| ----- | ------------------------------------------- | -------------------- | ---------------------- | ------------------ | -------------------------------------------------------- | ---------------- | ---------------- |
| 1979  | Une histoire simple                         | Claude Sautet        | Claude Brasseur        | Romy Schneider     | Jean-Loup Dabadie et Claude Sautet                       | 1/5              | 1/11             |
| 1981  | Le Dernier Métro                            | François Truffaut    | Gérard Depardieu       | Catherine Deneuve  | François Truffaut et Suzanne Schiffman                   | 5/5              | 10/12            |
| 1982  | Coup de torchon                             | Bertrand Tavernier   | Philippe Noiret        | Isabelle Huppert   | Jean Aurenche et Bertrand Tavernier                      | 0/5              | 0/10             |
| 1983  | La Balance                                  | Bob Swaim            | Philippe Léotard       | Nathalie Baye      | Mathieu Fabiani et Bob Swaim (O)                         | 3/5              | 3/8              |
| 1984  | L'Été meurtrier                             | Jean Becker          | Alain Souchon          | Isabelle Adjani    | Sébastien Japrisot (A)                                   | 2/5              | 4/9              |
| 1985  | Un dimanche à la campagne                   | Bertrand Tavernier   | Louis Ducreux          | Sabine Azéma       | Bertrand et Colo Tavernier (A)                           | 2/5              | 3/8              |
| 1987  | Tenue de soirée                             | Bertrand Blier       | Michel Blanc           | Miou-Miou          | Bertrand Blier                                           | 0/5              | 0/8              |
| 1988  | Le Grand Chemin                             | Jean-Loup Hubert     | Richard Bohringer      | Anémone            | Jean-Loup Hubert                                         | 2/5              | 2/6              |
| 1990  | La Vie et rien d'autre                      | Bertrand Tavernier   | Philippe Noiret        | Sabine Azéma       | Jean Cosmos et Bertrand Tavernier                        | 1/5              | 2/11             |
| 1990  | Trop belle pour toi                         | Bertrand Blier       | Gérard Depardieu       | Carole Bouquet     | Bertrand Blier                                           | 4/5 (6 nom.)     | 5/11             |
| 1990  | Trop belle pour toi                         | Bertrand Blier       | Gérard Depardieu       | Josiane Balasko    | Bertrand Blier                                           | 4/5 (6 nom.)     | 5/11             |
| 1991  | Cyrano de Bergerac                          | Jean-Paul Rappeneau  | Gérard Depardieu       | Anne Brochet       | Jean-Claude Carrière et Jean-Paul Rappeneau              | 3/5              | 10/13            |
| 1993  | Un cœur en hiver                            | Claude Sautet        | Daniel Auteuil         | Emmanuelle Béart   | Jacques Fieschi et Claude Sautet                         | 1/5              | 2/9              |
| 1994  | Ma saison préférée                          | André Téchiné        | Daniel Auteuil         | Catherine Deneuve  | Pascal Bonitzer et André Téchiné                         | 0/5              | 0/7              |
| 1994  | Smoking / No Smoking                        | Alain Resnais        | Pierre Arditi          | Sabine Azéma       | Jean-Pierre Bacri et Agnès Jaoui                         | 3/5              | 5/9              |
| 1995  | Trois Couleurs : Rouge                      | Krzysztof Kieślowski | Jean-Louis Trintignant | Irène Jacob        | Krzysztof Kieślowski et Krzysztof Piesiewicz             | 0/5              | 1/7              |
| 1996  | Nelly et Monsieur Arnaud                    | Claude Sautet        | Michel Serrault        | Emmanuelle Béart   | Jacques Fieschi et Claude Sautet                         | 2/5              | 2/11             |
| 1998  | On connaît la chanson                       | Alain Resnais        | André Dussollier       | Sabine Azéma       | Agnès Jaoui et Jean-Pierre Bacri                         | 3/5              | 7/12             |
| 2000  | La Fille sur le pont                        | Patrice Leconte      | Daniel Auteuil         | Vanessa Paradis    | Serge Frydman                                            | 1/5              | 1/8              |
| 2002  | Sur mes lèvres                              | Jacques Audiard      | Vincent Cassel         | Emmanuelle Devos   | Jacques Audiard et Tonino Benacquista                    | 2/5              | 3/9              |
| 2005  | Rois et Reine                               | Arnaud Desplechin    | Mathieu Amalric        | Emmanuelle Devos   | Roger Bohbot et Arnaud Desplechin                        | 1/5              | 1/7              |
| 2012  | The Artist                                  | Michel Hazanavicius  | Jean Dujardin          | Bérénice Bejo      | Michel Hazanavicius (O)                                  | 3/5              | 6/10             |
| 2013  | Amour                                       | Michael Haneke       | Jean-Louis Trintignant | Emmanuelle Riva    | Michael Haneke (O)                                       | 5/5              | 5/10             |
| 2014  | 9 Mois ferme                                | Albert Dupontel      | Albert Dupontel        | Sandrine Kiberlain | Albert Dupontel (O)                                      | 2/5              | 2/6              |
| 2014  | La Vénus à la fourrure                      | Roman Polanski       | Mathieu Amalric        | Emmanuelle Seigner | David Ives et Roman Polanski (A)                         | 1/5              | 1/7              |
| 2019  | En liberté !                                | Pierre Salvadori     | Pio Marmaï             | Adèle Haenel       | Pierre Salvadori, Benoît Graffin et Benjamin Charbit (O) | 0/5              | 0/9              |
| 2019  | Jusqu'à la garde                            | Xavier Legrand       | Denis Ménochet         | Léa Drucker        | Xavier Legrand (O)                                       | 3/5              | 4/10             |
| 2019  | Pupille                                     | Jeanne Herry         | Gilles Lellouche       | Élodie Bouchez     | Jeanne Herry (O)                                         | 0/5 (6 nom.)     | 0/7              |
| 2019  | Pupille                                     | Jeanne Herry         | Gilles Lellouche       | Sandrine Kiberlain | Jeanne Herry (O)                                         | 0/5 (6 nom.)     | 0/7              |
| 2020  | La Belle Époque                             | Nicolas Bedos        | Daniel Auteuil         | Doria Tillier      | Nicolas Bedos (O)                                        | 1/5              | 3/11             |
| 2021  | Adieu les cons                              | Albert Dupontel      | Albert Dupontel        | Virginie Efira     | Albert Dupontel (O)                                      | 3/5              | 6/12             |
| 2021  | Les Choses qu'on dit, les Choses qu'on fait | Emmanuel Mouret      | Niels Schneider        | Camélia Jordana    | Emmanuel Mouret (O)                                      | 0/5              | 1/13             |

Légende :
- (O) : Nommé dans la catégorie Meilleur scénario original
- (A) : Nommé dans la catégorie Meilleure adaptation

## Synthèse
| Nombre de César obtenus | 0 César | 1 César | 2 César | 3 César | 4 César                                      | 5 César                    |
| ----------------------- | --- | --- | --- | --- | -------------------------------------------- | -------------------------- |
| Films                   | - Coup de torchon - Tenue de soirée - Trois Couleurs : Rouge - Ma saison préférée - En liberté ! - Pupille - Les Choses qu'on dit, les Choses qu'on fait | - Une histoire simple - La Vie et rien d'autre - Un cœur en hiver - La Fille sur le pont - Rois et Reine - La Vénus à la fourrure - La Belle Époque | - L'Été meurtrier - Un dimanche à la campagne - Le Grand Chemin - Nelly et Monsieur Arnaud - Sur mes lèvres - 9 Mois ferme | - La Balance - Cyrano de Bergerac - On connaît la chanson - The Artist - Jusqu'à la garde - Adieu les cons | - Trop belle pour toi - Smoking / No Smoking | - Le Dernier Métro - Amour |